# 認定保険代理士
認定保険代理士(にんていそんがいほけんだいりし)とは、日本の損害保険分野の民間資格のうち、保険代理店従業員の専門能力を認定する資格称号をいう。

## 概要
認定保険代理士とは、損害保険代理店の業界団体全国組織である一般社団法人日本損害保険代理業協会(日本代協)が定める資格のこと。同協会では1998年に代理店の資質向上を目的として「損害保険大学校」という講座を創設し、2000年に当該資格を創設した。
資格には次の取得要件を満たす必要がある。
1. 「日本代協保険大学校」の2年間の課程を修了し､所定の試験に合格すること｡
2. 損害保険代理店に所属している2年以上の募集実務経験者、または保険会社所属で2年以上の営業部門を経験を持つこと。
3. 代協会長の推薦並びに保険会社の確認を得ること｡